# Eusynstyela beuziti
Eusynstyela beuziti är en sjöpungsart som först beskrevs av Monniot 1970.  Eusynstyela beuziti ingår i släktet Eusynstyela och familjen Styelidae. Inga underarter finns listade i Catalogue of Life.